# 布爾季 (新桑扎里區)
49°8′39″N 34°38′44″E / 49.14417°N 34.64556°E
布爾特（羅馬化：Burty）是烏克蘭中部的村莊，隸屬波爾塔瓦州的波爾塔瓦區。該村處於奧列利河右岸，距離內赫沃羅夏1.5公里，2001年人口103。